# 알렉산드르 2세
알렉산드르 2세(러시아어: Александр II, 1818년 4월 17일 - 1881년 3월 13일)는 제12대 전러시아의 황제이다. 본명은 알렉산드르 니콜라예비치 로마노프(러시아어: Александр II Николаевич Романов)이다. 로마노프 왕조의 12번째 군주로 러시아 제국의 근대화를 위해 앞장선 인물 중 한 명이다. 니힐리스트에게 1881년 암살되었다.
알렉산드르 2세의 가장 중요한 개혁은 1861년 발표한 농노 해방령이며 이 외에도 법률 제도를 재조직하고 지역 재판관을 선출제로 바꾸었으며 가혹한 제도들을 폐지했다. 이를 통해 알렉산드르 2세는 알렉산드르 해방제(Алекса́ндр Освободи́тель 알렉산드르 아스바바디뗄[ɐlʲɪˈksandr ɐsvəbɐˈdʲitʲɪlʲ][*])라는 별명을 얻기도 했다. 그는 지역 자치제를 활성화시키기 위해 노력하였고 군사 제도를 전반적으로 개편했으며 귀족들의 특권 일부를 삭제하고 대학 교육과 산업 발전에 힘썼다.
대외적으로 그는 미국에 알래스카를 판매했으며 나폴레옹 3세나 빅토리아 여왕, 오토 폰 비스마르크 같은 유럽 내 여러 인물들과 관계를 맺으며 평화를 추구했다. 1872년 그는 삼제동맹에 가입해 유럽 지역의 안정화를 위해 노력했다. 그는 발칸반도의 여러 슬라브 국가들과 연합해 1877년부터 1878년까지 오스만 제국과 전쟁을 벌이기도 했으며 시베리아, 캅카스산맥으로 영토를 확장하고 투르키스탄을 병합했다. 그는 동방 정책도 적극적으로 추진해 1860년 제2차 아편 전쟁을 중재한 대가로 연해주를 얻었으며, 블라디보스토크를 건설하는데도 앞장섰다. 그의 치세 동안 가장 큰 위기는 폴란드 지역에서 발생한 1863년의 1월 봉기로, 이를 해결하기 위해 그는 러시아 제국 내의 폴란드 영토에 별도의 입법 기구를 마련하는 대신 그 입법 기구를 러시아 제국 직속으로 두었다.

## 가족 관계
알렉산드르 2세는 마리야 알렉산드로브나 황후와 결혼하여 6남 2녀를 두었으나 부부 사이는 원만하지 못하였고, 알렉산드르 2세는 사교적이지 못하고 조용한 마리야 황후와 소원해졌으며 정부 예카테리나와의 사이에서 2남 2녀를 낳았다.
1880년 마리야 황후가 죽자, 알렉산드라 2세는 예카테리나와 재혼하였으나, 귀천상혼으로 인해 황후가 되지는 못하였다.

### 배우자
| 황후 | 사진 | 이름                                                                 | 출생             | 사망            | 기타                                                                  |
| 황후 |      | 마리야 알렉산드로브나 Мари́я Алекса́ндровна                            | 1824년 8월 8일   | 1880년 6월 3일  | - 1841년 4월 16일 결혼                                                |
| 후처 |      | 예카테리나 미하일로브나 돌고루코바 Долгорукова, Екатерина Михайловна | 1847년 11월 14일 | 1922년 2월 15일 | - 알렉산드르 2세의 애인 - 1880년 결혼 - 귀천상혼으로 황후가 되지 못함 |

### 자녀
| -    | 사진 | 이름                                                                        | 출생             | 사망             | 기타 |
| ---- | ---- | --------------------------------------------------------------------------- | ---------------- | ---------------- | --- |
| 장녀 |      | 알렉산드라 알렉산드로브나 Александра Александровна                          | 1842년 8월 30일  | 1849년 7월 10일  | - 수막염으로 사망 |
| 장남 |      | 니콜라이 알렉산드로비치 황태자 Николай Александрович                        | 1843년 9월 20일  | 1865년 4월 24일  | - 러시아의 황태자 (1855년-1865년) - 덴마크의 다우마와 약혼 - 결핵 수막염으로 사망                                         |
| 차남 |      | 알렉산드르 3세 Александр III                                                | 1845년 3월 10일  | 1894년 11월 1일  | - 덴마크의 다우마와 결혼 - 슬하 4남 2녀                                                                                   |
| 3남  |      | 블라디미르 알렉산드로비치 대공 Владимир Александрович                       | 1847년 4월 22일  | 1909년 2월 17일  | - 메클렌부르크슈베린의 마리 대공비와 결혼 - 슬하 4남 1녀                                                                  |
| 4남  |      | 알렉세이 알렉산드로비치 대공 Алексей Александрович                          | 1850년 1월 14일  | 1908년 11월 14일 | - 알렉산드라 즈코브스카야와 결혼 - 슬하 1남                                                                               |
| 차녀 |      | 마리야 알렉산드로브나 여대공 Мария Александровна                            | 1853년 10월 17일 | 1920년 10월 24일 | - 작센코부르크고타 공작 알프레드와 결혼 - 슬하 1남 4녀                                                                    |
| 5남  |      | 세르게이 알렉산드로비치 대공 Сергей Александрович                           | 1857년 5월 11일  | 1905년 2월 17일  | - 헤센의 엘리자베트와 결혼 - 자녀 없음 - 1905년 폭탄테러로 암살                                                           |
| 6남  |      | 파벨 알렉산드로비치 대공 Павел Александрович                                | 1860년 10월 3일  | 1919년 1월 30일  | - 그리스와 덴마크의 공주 마리아와 결혼 후 사별, 1남 1녀 - 올가 발레리아노브나와 결혼, 1남 2녀 - 1919년 혁명군에 의해 총살 |
|      |      |                                                                             |                  |                  | |
| 7남  |      | 게오르기 알렉산드로비치 유르예브스키 Юрьевский, Георгий Александрович       | 1872년 5월 12일  | 1913년 9월 13일  | - 알렉산드라 폰 자르네카우와 결혼 후 이혼, 자녀 없음                                                                      |
| 3녀  |      | 올가 알렉산드로브나 유리예브스카야 Юрьевская, Ольга Александровна           | 1873년 11월 7일  | 1925년 8월 10일  | - 메렌베르크의 게오르크와 결혼, 자녀 없음                                                                                 |
| 8남  |      | 보리스 알렉산드로비치 유리예브스키 Борис, Георгий Александрович             | 1876년 2월 23일  | 1876년 4월 11일  | |
| 4녀  |      | 예카테리나 알렉산드로브나 유리예브스카야 Юрьевская, Екатерина Александровна | 1878년 9월 9일   | 1959년 12월 22일 | - 알렉산드르 블라디미로비치 바리아틴스키와 결혼 후 사별, 2남 - 세르게이 플라토노비치 오볼렌스키와 결혼 후 이혼, 자녀 없음 |

## 같이 보기
- 알래스카 매매
- 알렉산드르 2세의 정부 개혁